# PalaValentia
Il PalaValentia è un'arena coperta polifunzionale di Vibo Valentia.

## Storia
Il PalaValentia era in origine capace di contenere 1.000 spettatori con la presenza della tribuna centrale e della tribuna VIP. Fu ampliato a 2.050 posti grazie all'aggiunta delle due curve nel 2004, quando la locale squadra di volley, la Tonno Callipo Vibo Valentia, approdò in Serie A1. Venne ulteriormente ampliato a 2.500 posti in vista della stagione 2017-18 come richiesto dal regolamento della Lega Pallavolo Serie A.

## Utilizzo
Il PalaValentia è usato quasi unicamente per ospitare le gare interne della Callipo Sport oltre a fare da campo allenamento per la prima squadra, la seconda squadra (serie B) e le giovanili maschili e femminili.
Vi si sono svolte inoltre i campionati italiani di kickboxing nel 2006 oltre ad altre manifestazioni come concerti, fiere, spettacoli, e tornei sportivi.